# Chachahuantla
Chachahuantla es una comunidad con 1100 habitantes, en el municipio de Naupan, en el estado de Puebla en el centro de México.
La comunidad forma parte de la región de Sierra Norte del estado de Puebla, una zona muy montañosa, y que linda con el estado de Hidalgo. Las personas hablan nahuatl y español.

## Toponimia

Glifo de Iztaccoatepec.

Glifo de Chachahuantla.

Iztaccoatepec, era el nombre utilizado por esta población antes de la llegada de los conquistadores españoles. La palabra proviene del  náhuatl y quiere decir ‘pueblo de la serpiente blanca’; el topónimo está relacionado con la antigua religión de los antepasados del pueblo de Chachahuantla, pues la serpiente blanca no es más que otra manera de nombrar a la divinidad tutelar del maíz, Centéotl. Posteriormente, después de la invasión castellana y con la transposición de nombres cristianos sobre las antiguas deidades nahuas por parte de los frailes europeos, la población toma la denominación de San Bartolo Iztaccoatepec. Durante el virreinato de Nueva España, el nombre prehispánico desaparece y la localidad pasa a ser denominada pueblo de San Bartolomé. A mediados del siglo XVIII, nuevamente aparece un nombre náhuatl en su denominación, y la población es conocida como San Bartolo Chachahuantla; Chachahuantla en idioma náhuatl significa ‘lugar donde abundan cristales de cuarzo’, ya que de uno de sus cerros se extraían dichos cristales. Según una leyenda local, existe una gran piedra que suena como si fuera una campana al tañerla, la misma que se encuentra perdida entre las piedras de alguno de los cercados que circundan alguna de sus milpas. 
En la época actual, esta localidad es conocida de manera oficial solo como Chachahuantla.

### Etimología
El vocablo «Iztaccoatepec» deriva de las palabras de origen náhuatl iztac, adjetivo que significa ‘blanco’ (o ‘blanca’); coatl, sustantivo que significa ‘serpiente’; tepetl, sustantivo que significa ‘cerro’, y c, locativo ‘en’. En conjunto, significa ‘Cerro de la serpiente blanca’ o ‘Pueblo de la serpiente blanca’.

## Historia
El sitio en que se asienta la comunidad fue descubierto por los mayas, alrededor del año 1700 d. C. específicamente en un sitio al noroeste de este lugar. Las tribus mayas, viendo que el sitio era abundante en frutas y legumbres deciden instalarse. Los fundadores de este pueblo fueron los “chicome tetektin”. Se les llamó de esta manera porque fueron 7 ancianos quienes fundaron el lugar.
Esta comunidad ha tenido varios nombres:
El primero fue  “Istac Cutepetl”, que significa ‘el cerro de la víbora blanca’, porque en lo alto de un cerro vivía una víbora que en el tiempo de los mayas adoraban. El cerro era llamado “Tlatlachialco”
Otro nombre de esta comunidad fue “Istac Cuapan”, que significa ‘lugar de la víbora blanca’, porque los antepasados decían que esta víbora los cuidaba y los protegía. 
Posteriormente el nombre fue cambiado por “San Bartolomé Istac Cutepetl”, por san Bartolomé: el santo patrono del pueblo, y la víbora blanca.
Actualmente lleva el nombre de “Chachahuantla”, dado por el hecho de que un señor que se paseaba por las montañas de este lugar, decía que una piedra hacía o emitía un sonido que hacia “chachalca”, y el ruido del agua que caía, y, juntando los dos nombres, se hace Chachahuantla.

## Artesanías
El traje típico que utilizan las mujeres es uno bordado con una estructura muy fina. La camisa bordada, las nahuas de dos formas, una de estas nahuas es de color blanca que solo se utiliza con motivo de festejo familiar o fiesta tradicional del pueblo. La otra, es la ya conocida nahua  color negra, también se usa una cubierta tipo chalina que se distingue como reboso, el kechkemitl, una cubierta entre el pecho y parte del abdomen.
Los hombres ya no utilizan su traje típico. El mismo consistía de un calzón, diseñado con una manta blanca y que hace conjunto con la camisa, también de manta blanca, usaban un gabán llamado jerga, una cubierta diseñada especialmente para los hombres. También existe otro tipo de abrigo llamado jorongo, de tela muy gruesa y hecha con mucha fineza, este parece ser lo que hoy en día conocemos como gabardina, pues cubre gran parte del cuerpo, los dos tipos de gabanes aquí mencionados son hechos con telar de cintura por las artesanas chachahuantecas.

## División territorial
- Alambique
- Chachahuantla
- Chiahutla
- Cuahuihuitzotitla
- Necaxanco

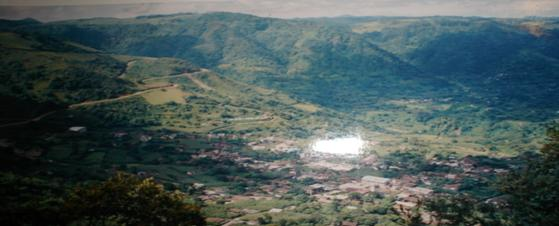
Chachahuantla.

La localidad cuenta con una clínica de salud en Chachahuantla, la cual se inauguró el 22 de diciembre en 1995.